# Grand Prix-seizoen 1903
Het Grand Prix-seizoen 1903 was het laatste Grand Prix-jaar met een "stad-naar-stad" race. Het seizoen begon op 24 mei en eindigde op 18 oktober na vijf races.

## Kalender
| Datum       | Land              | Racenaam              | Circuit             | Winnaar           | Constructeur | Verslag |
| ----------- | ----------------- | --------------------- | ------------------- | ----------------- | ------------ | ------- |
| 20 mei      | Frankrijk, Spanje | Parijs-Madrid         | Publieke wegen      | Fernand Gabriel   | Mors         | verslag |
| 22 juni     | België            | Ardennenrace          | Bastenaken          | Pierre de Crawhez | Panhard      | verslag |
| 2 juli      | Ierland           | Gordon Bennett Cup    | Athy                | Camille Jenatzy   | Mercedes     | verslag |
| 30 augustus | Duitsland         | Circuitrace Frankfurt | Oberforsthaus       | Willy Pöge        | Mercedes     | verslag |
| 18 oktober  | Duitsland         | Westend               | Trabrennbahn Berlin | Gustav Müller     | Mercedes     | verslag |

1894 · 1895 · 1896 · 1897 · 1898 · 1899 · 1900 · 1901 · 1902 · 1903 · 1904 · 1905 · 1906 · 1907 · 1908 · 1909 · 1910 · 1911 · 1912 · 1913 · 1914 · 1915 · 1916 · Eerste Wereldoorlog · 1919 · 1920 · 1921 · 1922 · 1923 · 1924 · 1925 · 1926 · 1927 · 1928 · 1929 · 1930 · 1931 · 1932 · 1933 · 1934 · 1935 · 1936 · 1937 · 1938 · 1939 · 1940-1945 (Tweede Wereldoorlog) · 1946 · 1947 · 1948 · 1949 
 Lijst van Grand Prix-wedstrijden voor 1950